# William Moseley
William Peter Moseley (n. 27 aprilie 1987) este un actor britanic de cinema.

## Biografie
S-a născut în Gloucestershire, din parinți Peter Moseley și Julie Fleming. Este cel mai mare din cei trei copii; are o soră Daisy și un frate Ben.
De la 10 ani iși dorea sa fie actor, iar primul său rol a fost in serialul "La revedere, domnule Chips"(2002), unde l-a interpretat pe Forrester.
Înca de la 7 ani asculta casete audio cu "Cronicile din Narnia", dar de-abia după 8 ani avea sa citească carțile pregătindu-se astfel pentru rolul lui Peter Pevensie din "Cronicile din Narnia-Leul, vrajitoarea și șifonierul". 
În toamna lui 2006 s-a mutat pentru câteva săptămâni la New York pentru a studia actoria împreuna cu Sheila Grey. Tot la New York s-a antrenat la sala Glesson's gym în Brooklyn, pregătindu-se astfel pentru filmările la "Cronicile din Narnia-
Prințul Caspian".
In 2000 a participat fara succes insă la castingul pentru rolul lui Harry Potter, dar a fost ales Daniel Radcliffe.

## Filmografie
- Cronicile din Narnia-Prințul Caspian(2008)-Peter Pevensie;
- Cronicile din Narnia-Leul, vrajitoarea și șifonierul(2005)-Peter Pevensie;
- La revedere, domnule Chips(2002)-Forrester;